# Josef Cibulka

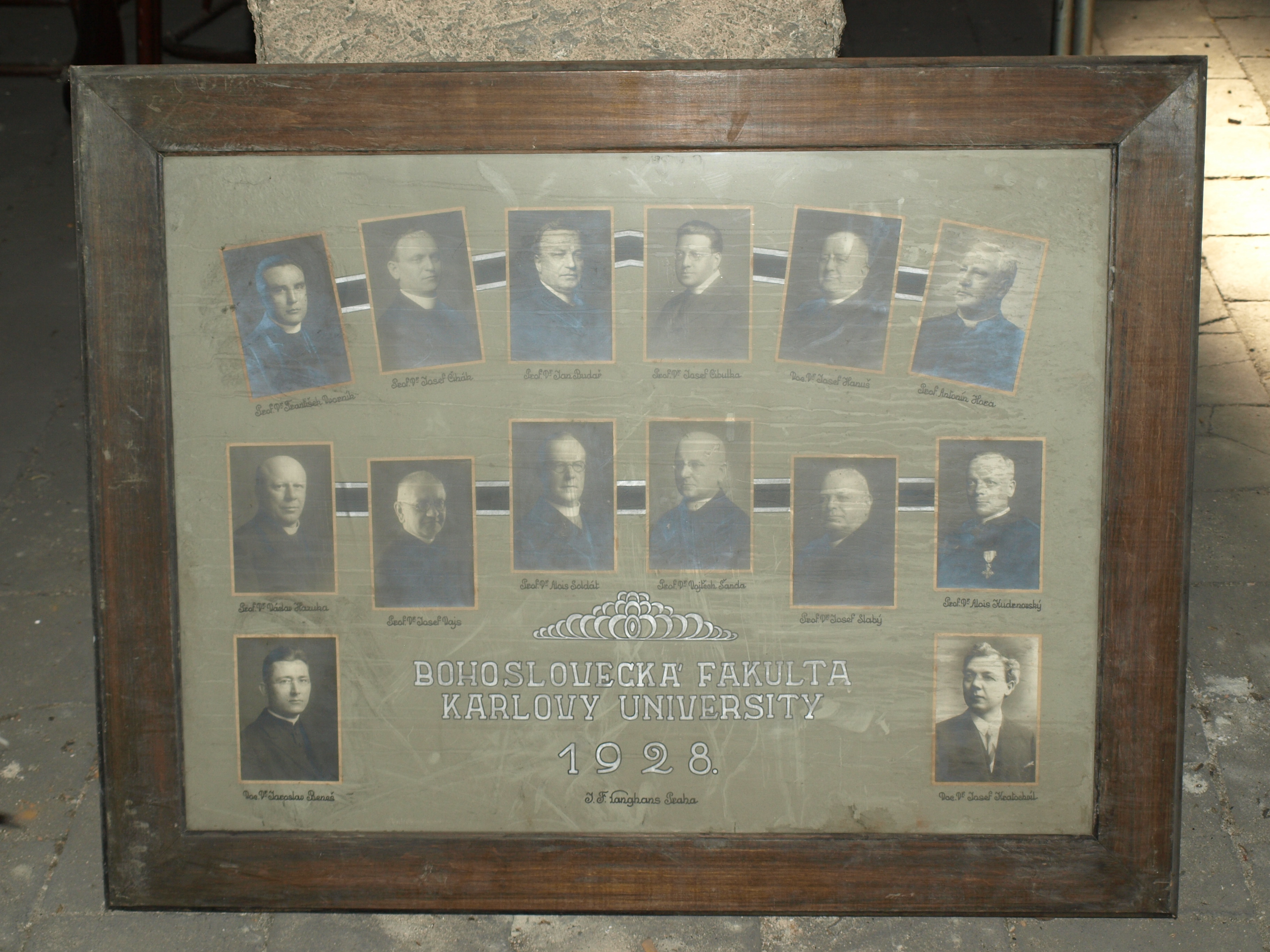
Josef Cibulka na tablu vyučujících bohoslovecké fakulty Karlovy univerzity v roce 1928. Jeho univerzitními kolegy byli: František Dvorník, Josef Čihák, Jan Budař, Josef Hanuš, Antonín Hora, Václav Hazuka, Josef Vajs, Alois Soldát, Vojtěch Šanda, Josef Slabý, Alois Kudrnovský, Jaroslav Beneš a Josef Kratochvil.

Josef Cibulka (1. července 1886, Ústí nad Orlicí – 2. dubna 1968, Praha) byl český historik umění a archeolog zaměřený na dějiny církevního umění a středověkou archeologii, vysokoškolský pedagog a římskokatolický kněz.

## Život
Studoval nejprve na gymnáziu v Lanškrouně a studium ukončil v roce 1905 maturitní zkouškou v Litomyšli. Po maturitě vystudoval v letech 1905–1910 filosofii a teologii na České koleji v Římě a 1909 tam přijal kněžské svěcení. Po návratu do Čech přednášel dějiny církevního zpěvu na Bohoslovecké fakultě v Olomouci, kde obhájil rigorózní práci: O vývoji liturgického zpěvu a jeho forem. V letech 1910–1913 působil jako docent církevního zpěvu v chlapeckém semináři a na dívčím lyceu V letech 1913–1918 byl biskupským ceremoniářem a sekretářem, 1917–1919 docentem církevního výtvarného umění a liturgického zpěvu, 1919 spirituálem v biskupském semináři v Hradci Králové. Jeho habilitační práce měla titul: Dějiny církevního zlatnictví.
Svůj doktorát si Cibulka nostrifikoval na universitě ve Vídni, kde pobýval za 1. světové války (1916–1917). Během pobytu ve Vídni sloužil dokonce rekviem u dvora za zemřelého císaře Františka Josefa I., ale především pilně navštěvoval seminární cvičení Josefa Strzygowského a přednášky Maxe Dvořáka.
Zrod samostatného československého státu znamenal pro tehdy již uznávaného pedagoga i vědce povolání k novým úkolům. V roce 1919 byl jmenován mimořádným profesorem dějin církevního umění a křesťanské archeologie na právě zřízené bohoslovecké fakultě v Bratislavě. Od roku 1922 byl nejprve mimořádným a od roku 1926 řádným profesorem na Katolické teologické fakultě Karlovy university v Praze. V letech 1923 – 1925 přednášel také dějiny umění na Vysoké škole architektury a pozemního stavitelství ČVUT v Praze a v období 1927 – 1950 i na Filosofické fakultě Karlovy university, kde se v roce 1927 habilitoval. Roku 1934 vyšlo Cibulkovo monumentální dílo Václavova rotunda svatého Víta.
Na přelomu složitých let 1938 – 1939 byl Cibulka pověřen novým a závažným úkolem – vedením Státní sbírky starého umění Národní galerie v Praze. Změny, které v galerii jako její nový ředitel zavedl, byly převratné a téměř všechny obrátily dosavadní situaci k lepšímu. Se šarmem a diplomatickým taktem dokázal během tří – čtyř let zařídit snad vše, oč se jeho zahořklý předchůdce, Vincenc Kramář, marně pokoušel dvě desetiletí. Cibulka rychle navázal zpřetrhané kontakty se starožitníky a soukromými sběrateli. Jeho kněžský stav mu otevřel dveře do církevních sbírek. Politické poměry vrhly na umělecký trh díla, jaká by galerie za normálních okolností získávala jen stěží. Cibulkova diplomacie viržinka a koňaku nesla své ovoce také jinde. Až na výjimky dokázal minimalizovat zásahy německé okupační správy do chodu galerie a sbírky pod jeho vedením nejen že přežily válku beze ztrát, ale byly bohatě rozmnoženy.
Po válce se Josef Cibulka vrátil na obě znovuotevřené fakulty, teologickou a filozofickou. Stal se profesorem dějin umění na FF UK a profesorem křesťanské archeologie a dějin církevního umění na Římskokatolické Cyrilometodějské bohoslovecké fakultě v Praze. Jeho seminář křesťanské archeologie se stal líhní uměleckých historiků, specializovaných na barokní umění. V roce 1945 byl předsedou Československých korunovačních řádů. Zabýval se také studiem korunovačních klenotů. Podílel se na jejich prvním vystavení v roce 1929 a před uložením po okupaci v říjnu 1945 posuzoval jejich pravost. Stal se také držitelem jednoho ze sedmi klíčů.
Po únoru 1948 byl Cibulkův seminář zrušen, řada učitelů i čerstvých absolventů putovala do muzeí a památkových středisek. Katolickou bohosloveckou fakultu vyčlenila nová státní správa v roce 1952 ze svazku University Karlovy a odsunula do Litoměřic. Tam s ní odešel i Josef Cibulka. Až druhá polovina padesátých let, a zvláště pak léta šedesátá, přinesla oživení. Cibulka opět mohl (s omezením) psát, cestovat, navázat zpřetrhané styky s kolegy a bývalými žáky. Přes všechny pedagogické úspěchy byla jeho hlavní činností vědecká práce v oboru starého světového a národního umění, která jej ve světě proslavila. Věnoval se především církevní archeologii a středověkému sakrálnímu umění. Výraznou část jeho bádání i publikační činnosti tvořil zájem o české rotundy. Mj. rekonstruoval podobu románské rotundy svatého Víta na Pražském hradě. Cibulkova smrt byla symbolem konce jedné kunsthistorické epochy. Jestliže česká historiografie umění ve dvacátém století vytvořila konzistentní školu, pak je neodlučitelně spjata se jménem prof. Josefa Cibulky.

### Veřejné funkce
Od roku 1921 byl předsedou Národního komitétu CIHA (Comité international d'histoire de l'art), od roku 1937 člen jeho mezinárodního výboru, 1938 sekretář a 1959 viceprezident CIHA. Roku 1946 předsedal ustavujícímu shromáždění světové sekce pro archivy, knihovny a muzea UNESCO a stal se členem muzejní rady Mezinárodní rady muzeí (ICOM).
V roce 1935 mu prezident Francouzské republiky Albert Lebrun udělil důstojnický kříž Čestné legie za zásluhy o lidstvo.

## Dílo

### Publikace (výběr)
- Starokřesťanská ikonografie a zobrazování Ukřižovaného, Praha 1924
- Korunovaná Assumpta na půlměsíci. Příspěvek k české ikonografii XV.–XVI. století, in: Sborník k sedmdesátinám Karla B. Mádla, Praha 1929
- Románské umění. Umělecké řemeslo (s J. Pečírkou), s. 84–92, Gotické umění. Umělecké řemeslo, s. 380–417, in: Dějepis výtvarného umění v Čechách I, Praha 1931
- Václavova rotunda, Praha 1933
- Řád korunovační a jeho původ, Praha 1934
- Josef Cibulka, J. Sokol, Soupis památek XLVII. Okres lanškrounský, Praha 1935
- Kostel sv. Jiří na Hradě pražském. Stavební dějiny a průvodce památkami, Praha 1936
- Josef Cibulka, A. Matějček, Vůdčí úloha Prahy ve výtvarném umění, in: Co daly naše země Evropě a lidstvu, Praha 1939, s. 72–77
- Albrecht Dürer, Praha 1941
- El Greco, Praha 1941
- Knižní ilustrace Maxe Švabinského, Praha 1954
- Velkomoravský kostel v Modré u Velehradu a začátky křesťanství na Moravě, Monumenta archaeologica 7, Praha 1958
- Korunovační klenoty, Praha 1969